# Laguna del Buey
La Laguna del Buey es un acumulamiento de agua ubicado en Colombia, situado entre los departamentos del Cauca y Huila, específicamente entre los municipios de Puracé y San Agustín, sobre el Macizo Colombiano y en proximidades del Páramo del Buey, y al páramo de las papas  que se encuentran dentro del parque nacional Natural Puracé, la laguna drena sus aguas a la Quebrada el Buey, afluente de la quebrada el Encenillo, que a su vez aportan su caudal en el Río Mazamorras para finalmente nutrir su caudal en el Río Magdalena.
La laguna es territorio ancestral del pueblo de kokonuko yanacona, y es hogar de abundante vegetación como bromelias, mayos, guasgui, mortillos y enredaderas; se presume que su nombre proviene de una leyenda en la cual se dice haber visto un buey en cercanías de la laguna.
Hasta hace poco se pensaba que el Río Cauca tenía su origen en esta laguna, pero realmente nace al suroccidente de aquella laguna a 3280 m s. n. m., en el flanco suroccidental del cerro del Cubilete, en la depresión La Josefita, donde recibe afluentes importantes en la zona del Macizo, como los ríos Negro, Vinagre y Piedras.